# I Saved the World Today
"I Saved the World Today" es una canción compuesta por el grupo británico Eurythmics para el álbum Peace, publicado en 1999. La canción se lanzó como el primer sencillo del octavo disco de estudio del dúo formado por Annie Lennox y David A. Stewart tras un periodo de inactividad de casi diez años. La canción alcanzó el puesto 11 en la lista de ventas del Reino Unido, así como el entre los más vendidos en el resto de Europa. La canción fue emitida por primera vez en las emisoras de radio estadounidenses en enero del año 2000.

## Antecedentes
Tras 9 años de la publicación del último álbum, Lennox y Stewart se reunieron para la composición de nuevas canciones con el propósito de publicar un nuevo disco de estudio. La grabación de las canciones se llevaría a cabo en The Church Studios, unos estudios de grabación propiedad por entonces del propio Stewart. De acuerdo al productor Andy Wright, "I Saved The World Today" fue de las primeras composiciones en las que los tres empezaron a trabajar cuando Lennox tocó al piano los primeros acordes de la canción que Stewart ayudaría a la guitarra y con ideas aportadas entre todos a la base ya creada. Además, durante el proceso de grabación Lennox quiso incorporar arreglos con instrumentos de cuerda y de orquesta que luego sería uno de los elementos que caracterizan al álbum.

## Composición de la canción
La pareja de músicos empezaron a esbozar la música para nuevas canciones aún antes de anunciarse públicamente la reunión de Eurythmics. Un año antes, Lennox había estado muy comprometida con la causa tibetana que se manifestaba en contra de la anexión del territorio por China. Junto con otros artistas firma un manifiesto para la liberación del músico Ngawang Choeptel, acusado de espionaje por el gobierno chino. A lo largo de 1999 Lennox toma parte en varias manifestaciones públicas a favor de Tíbet, además de otras causas benéficas con organizaciones como Amnistía Internacional y Greenpeace, con quienes Lennox y Stewart llevaban colaborando desde hace años. Este interés por los conflictos internacionales se reflejan en algunas de las actuaciones que Eurythmics realizó en el verano de 1999. Estas actuaciones destacaban tanto la estética como una orientación pacifista que serían características en el próximo álbum.
La letra de la canción "I Saved the World Today" trata de reflejar la injusticia sobre varias naciones a las que se les obliga pasar crisis alimentarias y guerras, mientras que a otras se les permite escapar de su responsabilidad. El pasado de crisis mentales que pasó Annie Lennox contribuyó también en la composición vocal de la canción.
La canción se inicia con un sonido apagado de instrumentos de viento acompañados con violines y otros instrumentos de cuerda. A continuación entra la percusión para avanzar la canción hasta la entrada de la composición vocal de Lennox. En mitad de la canción se produce un solo instrumental donde de nuevo los instrumentos de viento juegan a un intrincado solo con los instrumentos de cuerda. De acuerdo al productor y dúo la letra de la canción fue de las primeras composiciones a las que Lennox añadió su voz y su grabación, acompañado por el sonido de la guitarra de Stewart, se realizó en apenas una toma.

## Publicación
I Saved the World Today se lanzó como sencillo promocional del álbum Peace en las radios comerciales el 20 de septiembre de 1999. Poco después el sencillo se pone a la venta en Reino Unido y Canadá. Hasta enero de 2000 no llega a las tiendas de discos estadounidenses.

## Posiciones tras publicación
| Lista de música (1999)                 | Posición |
| -------------------------------------- | -------- |
| Australia (ARIA)                       | 85       |
| Austria (Ö3 Austria Top 40)            | 18       |
| Bélgica (Flandes) (Ultratop 50)        | 36       |
| Bélgica (Valonia) (Ultratop 50)        | 12       |
| Croacia (HRT)                          | 2        |
| Europa (Eurochart Hot 100 Singles)     | 21       |
| Finlandia (OFC)                        | 2        |
| Alemania (Offizielle Deutsche Charts)  | 28       |
| Grecia (IFPI)                          | 8        |
| Hungría (MAHASZ)                       | 6        |
| Islandía (Íslenski Listinn Topp 40)    | 30       |
| Irlanda (IRMA)                         | 23       |
| Italia (Musica e dischi)               | 7        |
| Holanda (Dutch Top 40 Tipparade)       | 2        |
| Países Bajos (Mega Single Top 100)     | 44       |
| Nueva Zelanda (Recorded Music NZ)      | 33       |
| Escocia (Scottish Singles Sales Chart) | 15       |
| España (Top 100 Canciones)             | 16       |
| Suecia (Sverigetopplistan)             | 31       |
| Suiza (Schweizer Hitparade)            | 16       |
| Reino Unido (Official Charts Company)  | 11       |

## Video Musical
Como parte de la promoción del álbum de la banda se grabó un video musical para el lanzamiento de "I Saved The World Today" como sencillo. 
El video arranca con un primer plano de Annie Lennox cantando las primeras estrofas de la canción. Posteriormente el plano se abre para mostrar a Stewart y Lennox, vestidos con estética militar, junto con otros músicos y acompañantes vocales vestidos de civil. Al fondo, una orquesta formada por oficiales de alta graduación de diversos ejércitos alrededor del mundo se suman a la base instrumental de la canción. A lo largo de la interpretación Lennox alterna una pose sobria con otra alegre en la que baila de acuerdo a la letra de la canción. En el momento del solo instrumental, Lennox y Stewart aparecen sentados en una mesa frente a lo que parece ser una declaración de paz para ser firmada por ambos. Varios de los oficiales que estaban en la orquesta abandonan sus instrumentos y rodean a la pareja. En ese momento Lennox derrama un tintero que cubre de tinta negra el documento. Tras la sorpresa inicial de los oficiales, estos abandonan la mesa para regresar a la orquesta. La canción termina como empezó, con una Lennox bailando mientras Stewart y otros miembros de la banda tocan el acompañamiento a Lennox. Finalmente, un primer plano de Lennox mirando al suelo da paso a un fundido a negro.

## Recepción
Casi desde su publicación la canción es un icono pacifista con denuncias sobre las consecuencias de la guerra. Tanto la canción como el video suelen aparecer en las listas de mejores canciones de Eurythmics en diversas páginas de internet.
Annie Lennox ha interpretado la canción en varias actuaciones en directo, en algunas ocasiones vinculadas con causas benéficas. En el año 2009, Annie Lennox protagonizó una campaña contra el uso de la canción por la ministra de asuntos exteriores israelí.
La canción fue usada como cierre de uno de los episodios de la serie Los Soprano.